# برناردو هرنانديز دي ليون
برناردو هرنانديز دي ليون (بالإسبانية: Bernardo Hernández de León)‏ هو لاعب كرة قدم مكسيكي، ولد في 10 يونيو 1993 في Cadereyta Jiménez ‏ في المكسيك. شارك مع منتخب المكسيك تحت 20 سنة لكرة القدم. أما مع النوادي، فقد لعب مع نادي مونتيري.

## وصلات خارجية
- برناردو هرنانديز دي ليون على موقع قاعدة بيانات كرة القدم.إي يو (الإنجليزية)
- برناردو هرنانديز دي ليون على موقع Soccerway.com (الإنجليزية)
- برناردو هرنانديز دي ليون على موقع عالم كرة القدم.نت (الإنجليزية)
- برناردو هرنانديز دي ليون على موقع AS.com (الإسبانية)